# Frank Schultz (Mediziner)
Rudolf Eduard Frank Schultz (* 9. Oktober 1872 in Straßburg; † Januar 1913 in Berlin) war ein deutscher Mediziner.

## Leben und Tätigkeit
Schultz besuchte das Gymnasium in seiner Geburtsstadt Straßburg und studierte anschließend ab 1893 Medizin in München. Im Februar 1899 legte er die ärztliche Staatsprüfung ab. 1900 wurde er in Leipzig promoviert.
Anlässlich des Boxeraufstandes ging er als aktiver Assistenzarzt zum deutschen Expeditionskorps nach China. Während seines Einsatzes in China gelang es ihm eine Typhusepidemie zu unterdrücken, indem er durch einfache Beobachtung der Truppenbewegungen die beiden Brunnen, aus denen die umlaufenden Keime stammen mussten, identifizierte und zuschütten ließ. Für seine Leistungen in China wurde Schultz mit dem preußischen Kronenorden ausgezeichnet. Aufgrund seines instabilen Gesundheitszustandes musste er jedoch den Abschied einreichen. Damit verbunden war die Aufgabe seiner bis dahin bestehenden Absicht, die militärärztliche Laufbahn einzuschlagen. Nach seiner Rückkehr nach Europa folgte ein sechsmonatiger Aufenthalt in einem Sanatorium zur Wiederherstellung seiner Gesundheit.
Von 1901 bis 1905 war Schultz Assistent von Josef Jadassohn an der Berner Universitätsklinik, wo er eine dermatologische Spezialausbildung erwarb. Es folgten Studienreisen an das Finseninstitut in Kopenhagen und nach Paris.
1905 ließ Schultz sich in Berlin nieder. Edmund Lesser übertrug ihm um 1906 die Leitung des Universitätslichtinstitutes, das er bis 1909 leitete. Zum Abschluss seiner Tätigkeit dort wurde er Ende des Sommersemesters 1909 an der Berliner Universität zum Privatdozenten habilitiert. Anschließend widmete er sich einer Privatpraxis sowie der Weiterführung seiner wissenschaftlichen Arbeit.
Schultz’ Forschungsschwerpunkt war die Röntgen-, Licht- und Radiumtheraphie der Hautkrankheiten. Zu diesem Gebiet trug er eine Anzahl selbständiger Arbeiten bei. Außerdem legte er zwei einschlägige Monographien zu ihm unter dem Titel Die Stahlentherapie in der Dermatologie und Die Röntgentherapie in der Dermatologie (1910) vor und verfasste er den Anhang Radiotherapie zu Lessers Lehrbuch der Hautkrankheiten. Röntgentherapie war ein lange genutztes Anleitungswerk für Mediziner die Röntgentherapie praktizierten, das den Wissensstand der Zeit prägnant zusammenfasste.
In einem Nachruf nach seinem Tod in der Fachzeitschrift Fortschritte auf dem Gebiete der Röntengestrahlen wurde Schultz als Person als ein Mann von einnehmender „ungekünstelte[r] Liebenswürdigkeit“, als „offener, gerader, unbekümmerter Charakter“, „frohe der Geselligkeit geneigte Natur“ beschrieben und ihm ein trockener Humor attestiert.

## Ehe und Familie
Schultz war verheiratet mit Ehrengard Frank-Schultz, die 1944 vom Volksgerichtshof aufgrund regimekritischer Äußerungen zum Tode verurteilt und hingerichtet wurde.
Aus der Ehe gingen der Sohn Erwin Rudolf Konrad (* 12. August 1906 in Berlin) und die Tochter Liese-Lotte Ehrengard (* 7. Oktober 1907 in Berlin) hervor.

## Schriften
Monographien
- Zur Kenntnis der Nierenfunktionen, Leipzig 1900. (Dissertation)
- Die Röntgentherapie in der Dermatologie, Berlin 1910.

Aufsätze
- „Notiz zur Reaktion des normalen Prostatasekretes“, in: Wiener klinische Wochenschrift, XVII. 43, 1904.
- „Experimentelle Beiträge zur Lichtbehandlung“, in: Berliner klinischen Wochenschrift, Nr. 31, 1905.
- „Gonorrhoische Lymphangitis und Gonokokkenmetastasen ohne nachweisbare Schleimhautgonorrhoe“, in: Deutsche medizinische Wochenschrift 1906, Nr. 1.
- „Experimentelle Übertragung von Verrucae vulgares vom Rinde auf den Menschen mit außerordentlich langer Inkubationszeit“, in: Deutsche medizinische Wochenschrift 1908, Nr. 10.
- „Zur Frage der Homogenbestrahlung“, in: Deutsche medizinische Wochenschrift, Nr. 32, 1908.
- „Neue Gesichtspunkte in den prinzipiellen Fragen der Lichttherapie“, in: Dermatologische Zeitschrift 17, 319, 1910.